# Réveilleur cendré
Strepera versicolor
Espèce
Répartition géographique
- versicolor
- melanoptera
- intermedia
- halmaturina
- plumbea
- arguta

Statut de conservation UICN

 LC  : Préoccupation mineure
Le Réveilleur cendré (Strepera versicolor) ou Calibé cendré, est une espèce de grands oiseaux omnivores trouvés surtout dans le Sud de l'Australie. Bien que ressemblant beaucoup au corbeau, c'est un oiseau de la famille des Artamidae.

## Description
Un peu plus grand que son cousin, le grand réveilleur, il mesure à peu près 50 cm de long et pèse 170 g. Il a un plumage gris sombre avec du blanc sous la queue et des taches sur les ailes. Ses yeux sont jaunes et son bec est puissant.

## Répartition et sous-espèces
Les sous-espèces sont tellement dissemblables qu'on a longtemps cru qu'il s'agissait d'espèces différentes.[réf. nécessaire]

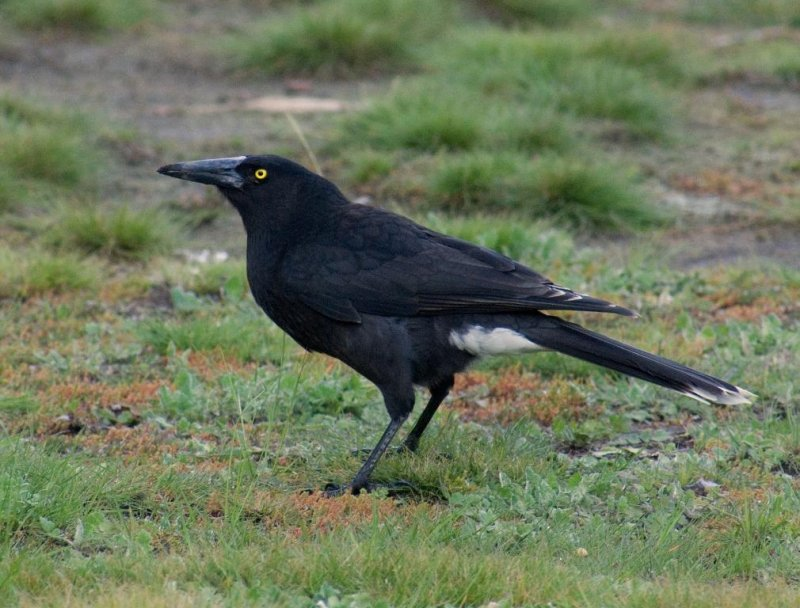
La sous-espèce S. v. arguta.

Selon la classification de référence du Congrès ornithologique international (15.1, 2025) il se répartit en six sous-espèces (ordre phylogénique) :
- S. v. versicolor  — Nouvelle-Galles-du-Sud et Victoria ;
- S. v. arguta  — centre/est de la Tasmanie ;
- S. v. melanoptera  — est de l'Australie Méridionale et ouest du Victoria ;
- S. v. halmaturina  — île Kangourou ;
- S. v. intermedia  — péninsules d'Eyre et de Yorke ;
- S. v. plumbea  — sud-ouest de l'Australie.

## Habitat
On le trouve dans tout le sud de l'Australie, y compris en Tasmanie.
Il vit dans de nombreux milieux, côtiers ou arides, possédant des arbres : forêts, bois, jardins, parcs.

## Alimentation
Il se nourrit de petits animaux (oiseaux, rongeurs, crapauds…), d'œufs, de fruits ou de charognes qu'il trouve sur le sol ou dans les arbres.

## Reproduction
Il niche au sommet des arbres. La femelle pond deux à trois œufs qu'elle couve seule. Les deux parents nourrissent les petits.